# 압솔롬 탈출
《압솔롬 탈출》(영어: No Escape 일부 국가에서는 영어: Escape From Absolom 혹은 영어: Absolom 2022)은 미국에서 제작된 마틴 캠벨 감독의 1994년 SF 액션 영화이다. 레이 리오타, 랜스 헨릭슨 등이 출연하였고, 게일 앤 허드 등이 제작에 참여하였다.

## 줄거리
2022년. 해병대 출신 존 로빈스는 벵가지에서 무고한 민간인 학살을 명령한 지휘관을 살해해 무기 징역형을 받고 수차례 탈옥을 시도한 끝에 악질 죄수들만 보내진다는 섬 앱설럼(Absolom)에 가게 된다. 
앱설럼은 본토와 200 마일(321.9 km) 거리가 있으며, 해안으로부터 50 마일(80.5 km) 떨어진 곳에선 중무장 헬리콥터가 순찰을 돌고, 적외선 위성 기술이 이상 열 상승을 감지한다. 이곳에서 존은 사이코패스 월터 매렉이 지배하며 정글의 법칙대로 사는 아웃사이더스와 상대적으로 수적 열세에 시달리며 시한부 의사 일명 "파더"가 이끄는 인사이더스를 만난다. 

## 출연
- 레이 리오타 - JT 로빈스 역
- 랜스 헨릭슨 - 더 파더 역
- 스튜어트 윌슨 - 월터 매렉 역
- 케빈 딜런 - 케이시 역
- 케빈 J. 오코너 - 스테퍼노 역
- 돈 헨더슨 - 킬리언 역
- 이언 맥니스 - 톰 킹 역
- 잭 셰퍼드 - 다이사트 역
- 마이클 러너 - 교도소장 역
- 어니 허드슨 - 호킨스 역

## 기타 제작진
- 총괄 제작: 제이크 에버츠
- 공동 제작: 마이클 R. 조이스
- 미술: 앨런 캐머런
- 의상: 노마 모리소

## 우리말 녹음
| MBC 성우진 (1997년 9월 17일) - 김관철 - 로빈스 (레이 리오타) - 이종혁 - 매렉 (스튜어트 윌슨) - 김현직 - 황일청 - 박태호 - 전국근 - 박영화 - 이우신 - 이승환 - 박조호 - 윤복성 - 김영선 - 엄태국 - 이철용 | KBS 성우진 (2002년 8월 10일) - 박기량 - 로빈스 (레이 리오타) - 설영범 - 매렉 (스튜어트 윌슨) - 김병관 - 아버지 (랜스 헨릭슨) - 이윤선 - 이봉준 - 윤병화 - 김익태 - 임성표 - 손선근 - 전인배 - 사성웅 - 이규석 |  |